# 전주시·완주군
전주시·완주군은 대한민국의 옛 국회의원 선거구이다. 당시 전라북도 전주시와 완주군 지역을 관할했다.

## 역사
제9대 국회의원 선거를 앞두고 전주시 선거구와 완주군 선거구가 통합되면서 신설되었다.
제13대 국회의원 선거를 앞두고 전주시 갑, 전주시 을, 완주군 선거구로 각각 분리되면서 폐지되었다.

## 역대 국회의원
| 선거   | 정당 | 정당       | 1위 의원 | 정당 | 정당       | 2위 의원 |
| ------ | ---- | ---------- | -------- | ---- | ---------- | -------- |
| 1973년 |      | 신민당     | 이철승   |      | 민주공화당 | 유기정   |
| 1978년 |      | 신민당     | 이철승   |      | 민주공화당 | 유기정   |
| 1981년 |      | 민주정의당 | 임방현   |      | 민주한국당 | 김태식   |
| 1985년 |      | 신한민주당 | 이철승   |      | 민주정의당 | 임방현   |

## 역대 선거 결과

### 대한민국 제9대 국회의원 선거
|  | 49.60% |

|  | 28.04% |

|  | 15.55% |

|  | 6.79% |

### 대한민국 제10대 국회의원 선거
|  | 52.01% |

|  | 27.21% |

|  | 6.72% |

|  | 6.29% |

|  | 5.37% |

|  | 2.36% |

### 대한민국 제11대 국회의원 선거
|  | 34.05% |

|  | 19.07% |

|  | 15.30% |

|  | 9.58% |

|  | 9.33% |

|  | 7.25% |

|  | 5.38% |

### 대한민국 제12대 국회의원 선거
|  | 48.19% |

|  | 30.20% |

|  | 17.86% |

|  | 3.73% |